# 緣敏䲁
緣頂鬚鳚（学名：Scartella emarginata），又名緣敏鳚、狗鰷，为條鰭魚綱鳚形目鳚科鳚屬下的一个种。该物种于1861年由阿尔伯特·甘瑟描述及命名，主要分布于印度洋海域，從安哥拉南部向東至印度，本魚體延長，稍側扁，無冠膜，有鼻鬚、眼上鬚及頸鬚，唇光滑，無犬齒，身體有深色的斑點與5-6暗色的條紋，背鰭硬棘11-13枚、背鰭軟條12-16枚、臀鰭硬棘2枚、臀鰭軟條14-18枚，体长可达10公分，棲息在潮間帶的潮池，捕食海藻及小型無脊椎動物為食，生活習性不明，可做為觀賞魚。